# Вывих пальца
Вывих пальца — это смещение одного из трёх суставов пальца из своего нормального положения. Симптомы обычно включают видимое искривление пальца, боль и отек. В качестве осложнений отмечают повреждение связок или сухожилий, что, в свою очередь, может привести к нестабильности или деформации по типу «бутоньерки».
Травму часто получают во время спортивных игр с мячом или занятий гимнастикой. Основной механизм вывиха обычно заключается в том, что палец сильно отгибается назад. Различают следующие типы вывихов: вывихи в дистальном межфаланговом суставе (ДМФ), в проксимальном межфаланговом суставе (наиболее распространенный) и в пястно-фаланговом суставе (ПФС). Наиболее часто подвергается вывиху пястно-фаланговый сустав большого пальца руки. Диагноз ставится с помощью рентгенографии. Вывихи пальцев можно классифицировать как дорсальные, ладонные или латеральные, в зависимости от положения кости, наиболее удаленной от тела.
Лечение заключается во вправлении сустава, что часто достигается путем вытягивания пальца. Процедура может быть выполнена после кольцевой блокады пораженного пальца; иногда в ней нет необходимости. После вправления делаются рентгеновские снимки для подтверждения успешности лечения, а на палец накладывают шину или фиксируют палец к соседнему на одну-две недели. Если наложена шина, рекомендуется снимать её и ежедневно двигать пальцем. При наличии перелома или нестабильности лечение становится более сложным. Вывихи пальцев встречаются часто. Чаще всего они возникают в позднем подростковом возрасте.